# Вилы (Бобруйский район)
Ви́лы (бел. Вілы) — посёлок в составе Воротынского сельсовета Бобруйского района Могилёвской области Республики Беларусь.

## Население
- 1999 год — 20 человек
- 2010 год — 9 человек